# Parlamentní volby v Polsku 2023
Parlamentní volby v Polsku v roce 2023 se podle polské ústavy konaly v neděli 15. října. Zvoleno bylo všech 460 poslanců Sejmu a 100 senátorů polského Senátu. Současně s volbami se konalo referendum obsahující čtyři otázky týkající se hospodářské a imigrační politiky vlády.
Po polských parlamentních volbách 2019 si pravicová strana Právo a spravedlnost (PiS) udržela většinu v Sejmu a premiér Mateusz Morawiecki sestavil druhou vládu. Opozice, včetně Občanské platformy a dalších stran, si zajistila senátní většinu. V období před volbami v roce 2023 vedl Donald Tusk politickou alianci Občanská koalice, která byla opozicí vůči PiS. Po neúspěchu dvoutýdenní Třetí vlády Mateusze Morawieckieho získat důvěru byla 13. prosince 2023 jmenována Třetí vláda Donalda Tuska.
Sjednocená pravice nedosáhla na většinu v Sejmu. Opozice složená z Občanské koalice, Třetí cesty a Levice dosáhla dohromady 54 % hlasů a všeobecně se očekávalo, že vytvoří koaliční vládu. V Senátu získala opoziční volební aliance Senátní pakt 2023 nadpoloviční většinu hlasů a většinu křesel.
V prosinci 2023 vzešla z výsledků voleb třetí vláda Donalda Tuska.

## Výsledky

### Sejm
|                        | ZP                 | KO           | TD              | TD                        | Levice                | Konfederace      | Konfederace     |
| ---------------------- | ------------------ | ------------ | --------------- | ------------------------- | --------------------- | ---------------- | --------------- |
| Volební lídr           | Jarosław Kaczyński | Donald Tusk  | Szymon Hołownia | Władysław Kosiniak-Kamysz | Włodzimierz Czarzasty | Sławomir Mentzen | Krzysztof Bosak |
| Počet hlasů            | 7 640 854          | 6 629 402    | 3 110 670       | 3 110 670                 | 1 859 018             | 1 547 364        | 1 547 364       |
| Počet procent          | 35,38 % ▼          | 30,70 % ▲    | 14,40 % ▲       | 14,40 % ▲                 | 8,61 % ▼              | 7,16 % ▲         | 7,16 % ▲        |
| Počet mandátů          | 194                | 157          | 65              | 65                        | 26                    | 18               | 18              |
| Předchozí volby (2019) | 43,59 % (235)      | 27,4 % (134) | 8,55 % (30)     | 8,55 % (30)               | 12,56 % (49)          | 6,81 % (11)      | 6,81 % (11)     |

#### Celkové výsledky

Výsledky parlamentních voleb v Polsku 2023 podle volebních obvodů

Výsledky parlamentních voleb v Polsku 2023 podle okresů.

Výsledky parlamentních voleb v Polsku 2023 podle obcí (gmina).

PiS zůstala největší stranou v Sejmu, ale s přibližně 35 % hlasů ztratila většinu a nakonec nebyla schopna sestavit vládu. Tři hlavní opoziční uskupení, Občanská koalice, Třetí cesta a Nová levice, získala 54 % hlasů a získala dostatek mandátů, které jim umožnily převzít moc. Podle konečného sčítání hlasů Národní volební komise získala Právo a spravedlnost 194 mandátů, Občanská koalice 157, Třetí cesta 65, Levice 26 a Konfederace svobody a nezávislosti 18.
|                           |                                         |                                         |                                         |            |       |         |      |
| Strana/Aliance            | Strana/Aliance                          | Strana/Aliance                          | Strana/Aliance                          | Hlasy      | %     | Mandáty | +/–  |
|                           | Sjednocená pravice                      |                                         | Právo a spravedlnost                    | 6 286 250  | 29,11 | 157     | −30  |
|                           | Sjednocená pravice                      | Suverénní Polsko                        | 465 024                                 | 2,15       | 18    | +8      |      |
|                           | Sjednocená pravice                      | Republikáni                             | 99 373                                  | 0,46       | 4     | +3      |      |
|                           | Sjednocená pravice                      | Kukiz’15                                | 74 959                                  | 0,35       | 2     | −4      |      |
|                           | Sjednocená pravice                      | Nestraníci a ostatní                    | 715 248                                 | 3,31       | 13    | −8      |      |
| Celkem                    | Celkem                                  | 7 640 854                               | 35,38                                   | 194        | −41   |         |      |
|                           | Občanská koalice                        |                                         | Občanská platforma                      | 4 992 932  | 23,12 | 122     | +20  |
|                           | Občanská koalice                        | Nowoczesna                              | 375 776                                 | 1,74       | 6     | −2      |      |
|                           | Občanská koalice                        | Polská iniciativa                       | 252 021                                 | 1,17       | 3     | +1      |      |
|                           | Občanská koalice                        | Strana zelených                         | 67 203                                  | 0,31       | 3     | 0       |      |
|                           | Občanská koalice                        | AGROunia                                | 53 571                                  | 0,25       | 1     | Nová    |      |
|                           | Občanská koalice                        | Dobré hnutí                             | 8 254                                   | 0,04       | 0     | Nová    |      |
|                           | Občanská koalice                        | Nestraníci a ostatní                    | 879 645                                 | 4,07       | 22    | +3      |      |
| Celkem                    | Celkem                                  | 6 629 402                               | 30,70                                   | 157        | +23   |         |      |
|                           | Třetí cesta                             |                                         | Polska 2050                             | 1 561 542  | 7,23  | 33      | Nová |
|                           | Třetí cesta                             | Polská lidová strana                    | 1 189 629                               | 5,51       | 28    | +9      |      |
|                           | Třetí cesta                             | Střed pro Polsko                        | 70 117                                  | 0,32       | 3     | +3      |      |
|                           | Třetí cesta                             | Unie evropských demokratů               | 21 056                                  | 0,10       | 0     | −1      |      |
|                           | Třetí cesta                             | Dohoda                                  | 1 039                                   | 0,00       | 0     | −16     |      |
|                           | Třetí cesta                             | Nestraníci a ostatní                    | 267 287                                 | 1,24       | 1     | −9      |      |
| Celkem                    | Celkem                                  | 3 110 670                               | 14,40                                   | 65         | +35   |         |      |
|                           | Levice                                  |                                         | Nová levice                             | 1 199 503  | 5,55  | 19      | −17  |
|                           | Levice                                  | Levice společně                         | 453 730                                 | 2,10       | 7     | +1      |      |
|                           | Levice                                  | Nestraníci a ostatní                    | 205 785                                 | 0,95       | 0     | −5      |      |
| Celkem                    | Celkem                                  | 1 859 018                               | 8,61                                    | 26         | −23   |         |      |
|                           | Konfederace svobody a nezávislosti      |                                         | Nová naděje                             | 629 745    | 2,92  | 7       | +2   |
|                           | Konfederace svobody a nezávislosti      | Národní hnutí                           | 447 303                                 | 2,07       | 5     | 0       |      |
|                           | Konfederace svobody a nezávislosti      | Konfederace Koruny polské               | 197 763                                 | 0,92       | 3     | +2      |      |
|                           | Konfederace svobody a nezávislosti      | Nestraníci a ostatní                    | 272 553                                 | 1,26       | 3     | +3      |      |
| Celkem                    | Celkem                                  | 1 547 364                               | 7,16                                    | 18         | +7    |         |      |
|                           | Nestraničtí aktivisté místní samosprávy | Nestraničtí aktivisté místní samosprávy | Nestraničtí aktivisté místní samosprávy | 401 054    | 1,86  | 0       | 0    |
|                           | Polsko je jedno                         | Polsko je jedno                         | Polsko je jedno                         | 351 099    | 1,63  | 0       | Nová |
|                           | Německá menšina                         | Německá menšina                         | Německá menšina                         | 25 778     | 0,12  | 0       | −1   |
|                           | Hnutí za prosperitu a mír               | Hnutí za prosperitu a mír               | Hnutí za prosperitu a mír               | 24 850     | 0,12  | 0       | Nová |
|                           | Normální země                           | Normální země                           | Normální země                           | 4 606      | 0,02  | 0       | Nová |
|                           | Antypartia                              | Antypartia                              | Antypartia                              | 1 156      | 0,01  | 0       | Nová |
|                           | Hnutí za obnovu Polska                  | Hnutí za obnovu Polska                  | Hnutí za obnovu Polska                  | 823        | 0,00  | 0       | Nová |
| Celkem                    | Celkem                                  | Celkem                                  | Celkem                                  | 21 596 674 | 100   | 460     | —    |
|                           |                                         |                                         |                                         |            |       |         |      |
| Platné hlasy              | Platné hlasy                            | Platné hlasy                            | Platné hlasy                            | 21 596 674 | 98,31 | —       | —    |
| Neplatné hlasy            | Neplatné hlasy                          | Neplatné hlasy                          | Neplatné hlasy                          | 370 217    | 1,69  | —       | —    |
| Celkem hlasů              | Celkem hlasů                            | Celkem hlasů                            | Celkem hlasů                            | 21 966 891 | 100   | —       | —    |
| Registrovaní voliči/Účast | Registrovaní voliči/Účast               | Registrovaní voliči/Účast               | Registrovaní voliči/Účast               | 29 532 595 | 74,38 | —       | —    |
| Zdroj:                    |                                         |                                         |                                         |            |       |         |      |

### Senát

Největší volební aliance v jednotlivých senátních obvodech

Vítězná strana v jednotlivých senátních obvodech

| Senát podle aliancí · Senát podle stran |                                                           |                                                           |                                                           |            |       |         |      |
| Strana/Aliance                          | Strana/Aliance                                            | Strana/Aliance                                            | Strana/Aliance                                            | Hlasy      | %     | Mandáty | +/–  |
|                                         | Občanská koalice                                          |                                                           | Občanská platforma                                        | 5 107 360  | 23,86 | 36      | +2   |
|                                         | Občanská koalice                                          | Nestraníci                                                | 1 079 935                                                 | 5,05       | 5     | −4      |      |
| Celkem                                  | Celkem                                                    | 6 187 295                                                 | 28,91                                                     | 41         | −2    |         |      |
|                                         | Třetí cesta                                               |                                                           | Polská lidová strana                                      | 1 282 952  | 5,99  | 4       | +2   |
|                                         | Třetí cesta                                               | Polska 2050                                               | 622 693                                                   | 2,91       | 4     | Nová    |      |
|                                         | Třetí cesta                                               | Unie evropských demokratů                                 | 198 074                                                   | 0,93       | 1     | 0       |      |
|                                         | Třetí cesta                                               | Střed pro Polsko                                          | 177 158                                                   | 0,83       | 1     | Nová    |      |
|                                         | Třetí cesta                                               | PL2050 podporovaní nestraníci                             | 104 047                                                   | 0,49       | 1     | Nová    |      |
|                                         | Třetí cesta                                               | Nestraníci                                                | 77 436                                                    | 0,36       | 0     | Nová    |      |
| Celkem                                  | Celkem                                                    | 2 462 360                                                 | 11,50                                                     | 11         | +8    |         |      |
|                                         | Levice                                                    |                                                           | Nová levice                                               | 659 650    | 3,08  | 5       | +4   |
|                                         | Levice                                                    | Levice společně                                           | 294 150                                                   | 1,37       | 2     | Nová    |      |
|                                         | Levice                                                    | Polská socialistická strana                               | 59 980                                                    | 0,28       | 1     | 0       |      |
|                                         | Levice                                                    | Svaz práce                                                | 55 372                                                    | 0,26       | 1     | +1      |      |
|                                         | Levice                                                    | Nestraníci                                                | 62 487                                                    | 0,29       | 0     | Nová    |      |
| Celkem                                  | Celkem                                                    | 1 131 639                                                 | 5,29                                                      | 9          | +7    |         |      |
|                                         | Nezávislí za Senátní pakt 2023                            | Nezávislí za Senátní pakt 2023                            | Nezávislí za Senátní pakt 2023                            | 573 060    | 2,68  | 4       | +1   |
|                                         | Senátní pakt 2023 celkem                                  | Senátní pakt 2023 celkem                                  | Senátní pakt 2023 celkem                                  | 10 354 354 | 48,38 | 65      | +14  |
|                                         | Sjednocená pravice                                        |                                                           | Právo a spravedlnost                                      | 6 352 852  | 29,68 | 29      | −9   |
|                                         | Sjednocená pravice                                        | Suverénní Polsko                                          | 131 649                                                   | 0,62       | 1     | −1      |      |
|                                         | Sjednocená pravice                                        | Republikáni                                               | 64 020                                                    | 0,30       | 0     | Nová    |      |
|                                         | Sjednocená pravice                                        | Nestraníci                                                | 901 354                                                   | 4,21       | 4     | −2      |      |
| Celkem                                  | Celkem                                                    | 7 449 875                                                 | 34,81                                                     | 34         | −14   |         |      |
|                                         | Konfederace svobody a nezávislosti                        | Konfederace svobody a nezávislosti                        | Konfederace svobody a nezávislosti                        | 1 443 836  | 6,75  | 0       | 0    |
|                                         | Nestraničtí aktivisté místní samosprávy                   | Nestraničtí aktivisté místní samosprávy                   | Nestraničtí aktivisté místní samosprávy                   | 1 049 919  | 4,91  | 0       | 0    |
|                                         | Nová demokracie - Ano                                     | Nová demokracie - Ano                                     | Nová demokracie - Ano                                     | 95 691     | 0,45  | 0       | Nová |
|                                         | Mirosław Piasecki - kandidát na senátora Polské republiky | Mirosław Piasecki - kandidát na senátora Polské republiky | Mirosław Piasecki - kandidát na senátora Polské republiky | 58 102     | 0,27  | 0       | 0    |
|                                         | Polsko je jedno                                           | Polsko je jedno                                           | Polsko je jedno                                           | 55 418     | 0,26  | 0       | Nová |
|                                         | Unie křesťanských rodin                                   | Unie křesťanských rodin                                   | Unie křesťanských rodin                                   | 51 206     | 0,24  | 0       | Nová |
|                                         | Slezané společně                                          | Slezané společně                                          | Slezané společně                                          | 50 274     | 0,23  | 0       | 0    |
|                                         | Svobodní a solidární                                      | Svobodní a solidární                                      | Svobodní a solidární                                      | 42 956     | 0,20  | 0       | Nová |
|                                         | Polska 2050                                               | Polska 2050                                               | Polska 2050                                               | 30 763     | 0,14  | 0       | Nová |
|                                         | Volební výbor Německé menšiny                             | Volební výbor Německé menšiny                             | Volební výbor Německé menšiny                             | 29 390     | 0,14  | 0       | 0    |
|                                         | Polská pirátská strana                                    | Polská pirátská strana                                    | Polská pirátská strana                                    | 27 286     | 0,13  | 0       | Nová |
|                                         | Slovanská unie                                            | Slovanská unie                                            | Slovanská unie                                            | 25 802     | 0,12  | 0       | 0    |
|                                         | Nezávislí a další výbory s jediným kandidátem             | Nezávislí a další výbory s jediným kandidátem             | Nezávislí a další výbory s jediným kandidátem             | 638 126    | 2,98  | 1       | -3   |
| Celkem                                  | Celkem                                                    | Celkem                                                    | Celkem                                                    | 21 402 998 | 100   | 460     | —    |
|                                         |                                                           |                                                           |                                                           |            |       |         |      |
| Platné hlasy                            | Platné hlasy                                              | Platné hlasy                                              | Platné hlasy                                              | 21 402 998 | 97,53 | —       | —    |
| Neplatné hlasy                          | Neplatné hlasy                                            | Neplatné hlasy                                            | Neplatné hlasy                                            | 541 886    | 2,47  | —       | —    |
| Celkem hlasů                            | Celkem hlasů                                              | Celkem hlasů                                              | Celkem hlasů                                              | 21 944 884 | 100   | —       | —    |
| Registrovaní voliči/Účast               | Registrovaní voliči/Účast                                 | Registrovaní voliči/Účast                                 | Registrovaní voliči/Účast                                 | 29 532 595 | 74,31 | —       | —    |
| Zdroj:                                  |                                                           |                                                           |                                                           |            |       |         |      |

#### Podle obvodů
| Č.     | Vojvodství         | Komise               | Č.  | Vítězná strana/aliance      | Vítězná strana/aliance         | Zvolená osoba                    |
| ------ | ------------------ | -------------------- | --- | --------------------------- | ------------------------------ | -------------------------------- |
| 1      | Dolnoslezské       | Lehnice              | I   |                             | Levice                         | Waldemar Witkowski               |
| 2      | Dolnoslezské       | Lehnice              | II  |                             | Občanská koalice               | Marcin Zawiła                    |
| 3      | Dolnoslezské       | Lehnice              | III |                             | Levice                         | Małgorzata Sekuła-Szmajdzińsková |
| 4      | Dolnoslezské       | Valbřich             | I   |                             | Občanská koalice               | Agnieszka Kołacz-Leszczyńsková   |
| 5      | Dolnoslezské       | Valbřich             | II  |                             | Sjednocená pravice             | Aleksander Szwed                 |
| 6      | Dolnoslezské       | Vratislav            | I   |                             | Třetí cesta                    | Kazimierz Michał Ujazdowski      |
| 7      | Dolnoslezské       | Vratislav            | II  |                             | Občanská koalice               | Grzegorz Schetyna                |
| 8      | Dolnoslezské       | Vratislav            | III | Barbara Zdrojewsková        | Občanská koalice               |                                  |
| 9      | Kujavsko-pomořské  | Bydhošť              | I   | Andrzej Kobiak              | Občanská koalice               |                                  |
| 10     | Kujavsko-pomořské  | Bydhošť              | II  | Ryszard Brejza              | Občanská koalice               |                                  |
| 11     | Kujavsko-pomořské  | Toruň                | I   | Tomasz Lenz                 | Občanská koalice               |                                  |
| 12     | Kujavsko-pomořské  | Toruň                | II  |                             | Třetí cesta                    | Ryszard Bober                    |
| 13     | Kujavsko-pomořské  | Toruň                | III |                             | Levice                         | Krzysztof Kukucki                |
| 14     | Lublinské          | Lublin               | I   |                             | Sjednocená pravice             | Stanisław Gogacz                 |
| 15     | Lublinské          | Lublin               | II  | Grzegorz Czelej             | Sjednocená pravice             |                                  |
| 16     | Lublinské          | Lublin               | III |                             | Třetí cesta                    | Jacek Trela                      |
| 17     | Lublinské          | Chełm                | I   |                             | Sjednocená pravice             | Grzegorz Bierecki                |
| 18     | Lublinské          | Chełm                | II  |                             | nestraník                      | Józef Zając                      |
| 19     | Lublinské          | Chełm                | III |                             | Sjednocená pravice             | Jerzy Chróścikowski              |
| 20     | Lubušské           | Zelená hora          | I   |                             | Třetí cesta                    | Mirosław Różański                |
| 21     | Lubušské           | Zelená hora          | II  |                             | Občanská koalice               | Władysław Komarnicki             |
| 22     | Lubušské           | Zelená hora          | III |                             | nestraník za Senátní pakt 2023 | Wadim Tyszkiewicz                |
| 23     | Lodžské            | Lodž                 | I   |                             | Občanská koalice               | Artur Dunin                      |
| 24     | Lodžské            | Lodž                 | II  |                             | nestraník za Senátní pakt 2023 | Krzysztof Kwiatkowski            |
| 25     | Lodžské            | Sieradz              | I   |                             | Sjednocená pravice             | Przemysław Błaszczyk             |
| 26     | Lodžské            | Sieradz              | II  |                             | Levice                         | Marcin Karpiński                 |
| 27     | Lodžské            | Sieradz              | III |                             | Sjednocená pravice             | Michał Seweryński                |
| 28     | Lodžské            | Piotrków Trybunalski | I   | Wiesław Dobkowski           | Sjednocená pravice             |                                  |
| 29     | Lodžské            | Piotrków Trybunalski | II  | Rafał Ambrozik              | Sjednocená pravice             |                                  |
| 30     | Malopolské         | Krakov               | I   | Andrzej Pająk               | Sjednocená pravice             |                                  |
| 31     | Malopolské         | Krakov               | II  | Marek Pęk                   | Sjednocená pravice             |                                  |
| 32     | Malopolské         | Krakov               | III |                             | Občanská koalice               | Jerzy Fedorowicz                 |
| 33     | Malopolské         | Krakov               | IV  | Bogdan Klich                | Občanská koalice               |                                  |
| 34     | Malopolské         | Tarnów               | I   |                             | Sjednocená pravice             | Włodzimierz Bernacki             |
| 35     | Malopolské         | Tarnów               | II  | Kazimierz Wiatr             | Sjednocená pravice             |                                  |
| 36     | Malopolské         | Nowy Sącz            | I   | Jan Hamerski                | Sjednocená pravice             |                                  |
| 37     | Malopolské         | Nowy Sącz            | II  | Wiktor Durlak               | Sjednocená pravice             |                                  |
| 38     | Mazovské           | Płock                | I   |                             | Třetí cesta                    | Waldemar Pawlak                  |
| 39     | Mazovské           | Płock                | II  |                             | Sjednocená pravice             | Krzysztof Bieńkowski             |
| 40     | Mazovské           | Varšava              | I   |                             | Občanská koalice               | Jolanta Hibnerová                |
| 41     | Mazovské           | Varšava              | II  |                             | Třetí cesta                    | Michał Kamiński                  |
| 42     | Mazovské           | Varšava              | III |                             | Občanská koalice               | Marek Borowski                   |
| 43     | Mazovské           | Varšava              | IV  | Małgorzata Kidawa-Błońsková | Občanská koalice               |                                  |
| 44     | Mazovské           | Varšava              | V   | Adam Bodnar                 | Občanská koalice               |                                  |
| 45     | Mazovské           | Varšava              | VI  |                             | Levice                         | Magdalena Biejatová              |
| 46     | Mazovské           | Siedlce              | I   |                             | Sjednocená pravice             | Robert Mamątow                   |
| 47     | Mazovské           | Siedlce              | II  | Maciej Górski               | Sjednocená pravice             |                                  |
| 48     | Mazovské           | Siedlce              | III | Waldemar Kraska             | Sjednocená pravice             |                                  |
| 49     | Mazovské           | Radom                | I   | Stanisław Karczewski        | Sjednocená pravice             |                                  |
| 50     | Mazovské           | Radom                | II  | Wojciech Skurkiewicz        | Sjednocená pravice             |                                  |
| 51     | Opolské            | Opole                | I   |                             | Občanská koalice               | Tadeusz Jarmuziewicz             |
| 52     | Opolské            | Opole                | II  |                             | Levice                         | Piotr Woźniak                    |
| 53     | Opolské            | Opole                | III |                             | Občanská koalice               | Beniamin Godyla                  |
| 54     | Podkarpatské       | Řešov                | I   |                             | Sjednocená pravice             | Janina Sagatowsková              |
| 55     | Podkarpatské       | Řešov                | II  | Zdzisław Pupa               | Sjednocená pravice             |                                  |
| 56     | Podkarpatské       | Řešov                | III | Józef Jodłowski             | Sjednocená pravice             |                                  |
| 57     | Podkarpatské       | Krosno               | I   | Alicja Zającová             | Sjednocená pravice             |                                  |
| 58     | Podkarpatské       | Krosno               | II  | Mieczysław Golba            | Sjednocená pravice             |                                  |
| 59     | Podleské           | Bělostok             | I   | Marek Komorowski            | Sjednocená pravice             |                                  |
| 60     | Podleské           | Bělostok             | II  |                             | Třetí cesta                    | Maciej Żywno                     |
| 61     | Podleské           | Bělostok             | III |                             | Sjednocená pravice             | Anna Bogucka-Skowrońsková        |
| 62     | Pomořské           | Słupsk               | I   |                             | Občanská koalice               | Kazimierz Kleina                 |
| 63     | Pomořské           | Słupsk               | II  |                             | Levice                         | Anna Górsková                    |
| 64     | Pomořské           | Słupsk               | III |                             | Občanská koalice               | Sławomir Rybicki                 |
| 65     | Pomořské           | Gdaňsk               | I   | Bogdan Borusewicz           | Občanská koalice               |                                  |
| 66     | Pomořské           | Gdaňsk               | II  | Ryszard Świlski             | Občanská koalice               |                                  |
| 67     | Pomořské           | Gdaňsk               | III | Leszek Czarnobaj            | Občanská koalice               |                                  |
| 68     | Slezské            | Čenstochová          | I   |                             | Sjednocená pravice             | Ryszard Majer                    |
| 69     | Slezské            | Čenstochová          | II  |                             | Levice                         | Wojciech Konieczny               |
| 70     | Slezské            | Katovice             | I   |                             | nestraník za Senátní pakt 2023 | Zygmunt Frankiewicz              |
| 71     | Slezské            | Katovice             | II  |                             | Občanská koalice               | Halina Biedová                   |
| 72     | Slezské            | Bílsko-Bělá          | I   | Henryk Siedlaczek           | Občanská koalice               |                                  |
| 73     | Slezské            | Bílsko-Bělá          | II  |                             | Třetí cesta                    | Piotr Masłowski                  |
| 74     | Slezské            | Katovice             | III |                             | Občanská koalice               | Gabriela Morawska-Stanecková     |
| 75     | Slezské            | Katovice             | IV  |                             | nestraník za Senátní pakt 2023 | Andrzej Dziuba                   |
| 76     | Slezské            | Katovice             | V   |                             | Občanská koalice               | Beata Małecka-Liberová           |
| 77     | Slezské            | Katovice             | VI  | Joanna Sekułová             | Občanská koalice               |                                  |
| 78     | Slezské            | Bílsko-Bělá          | III | Agnieszka Gorgoń-Komorová   | Občanská koalice               |                                  |
| 79     | Slezské            | Bílsko-Bělá          | IV  |                             | Sjednocená pravice             | Andrzej Kalata                   |
| 80     | Slezské            | Katovice             | VII |                             | Levice                         | Maciej Kopiec                    |
| 81     | Svatokřížské       | Kielce               | I   |                             | Sjednocená pravice             | Jacek Włosowicz                  |
| 82     | Svatokřížské       | Kielce               | II  | Jarosław Rusiecki           | Sjednocená pravice             |                                  |
| 83     | Svatokřížské       | Kielce               | III | Krzysztof Słoń              | Sjednocená pravice             |                                  |
| 84     | Varmijsko-mazurské | Elbląg               | I   |                             | Občanská koalice               | Jerzy Wcisła                     |
| 85     | Varmijsko-mazurské | Elbląg               | II  |                             | Třetí cesta                    | Gustaw Marek Brzezin             |
| 86     | Varmijsko-mazurské | Olštýn               | I   |                             | Občanská koalice               | Ewa Kaliszuk                     |
| 87     | Varmijsko-mazurské | Olštýn               | II  | Jolanta Piotrowsková        | Občanská koalice               |                                  |
| 88     | Velkopolské        | Piła                 | I   | Adam Szejnfeld              | Občanská koalice               |                                  |
| 89     | Velkopolské        | Piła                 | II  |                             | Třetí cesta                    | Jan Filip Libicki                |
| 90     | Velkopolské        | Poznaň               | I   |                             | Občanská koalice               | Waldy Dzikowski                  |
| 91     | Velkopolské        | Poznaň               | II  | Rafał Grupiński             | Občanská koalice               |                                  |
| 92     | Velkopolské        | Konin                | I   |                             | Třetí cesta                    | Grzegorz Federowicz              |
| 93     | Velkopolské        | Konin                | II  |                             | Sjednocená pravice             | Leszek Galemba                   |
| 94     | Velkopolské        | Kališ                | I   |                             | Občanská koalice               | Wojciech Ziemniak                |
| 95     | Velkopolské        | Kališ                | II  | Ewa Matecková               | Občanská koalice               |                                  |
| 96     | Velkopolské        | Kališ                | III | Janusz Pęcherz              | Občanská koalice               |                                  |
| 97     | Západopomořanské   | Štětín               | I   | Tomasz Grodzki              | Občanská koalice               |                                  |
| 98     | Západopomořanské   | Štětín               | II  | Magdalena Kochanová         | Občanská koalice               |                                  |
| 99     | Západopomořanské   | Koszalin             | I   | Janusz Gromek               | Občanská koalice               |                                  |
| 100    | Západopomořanské   | Koszalin             | II  | Stanisław Gawłowski         | Občanská koalice               |                                  |
| Zdroj: |                    |                      |     |                             |                                |                                  |